# Krönleins Bryggeri
Ej att förväxla med Krönleins Bryggeri, Jönköping

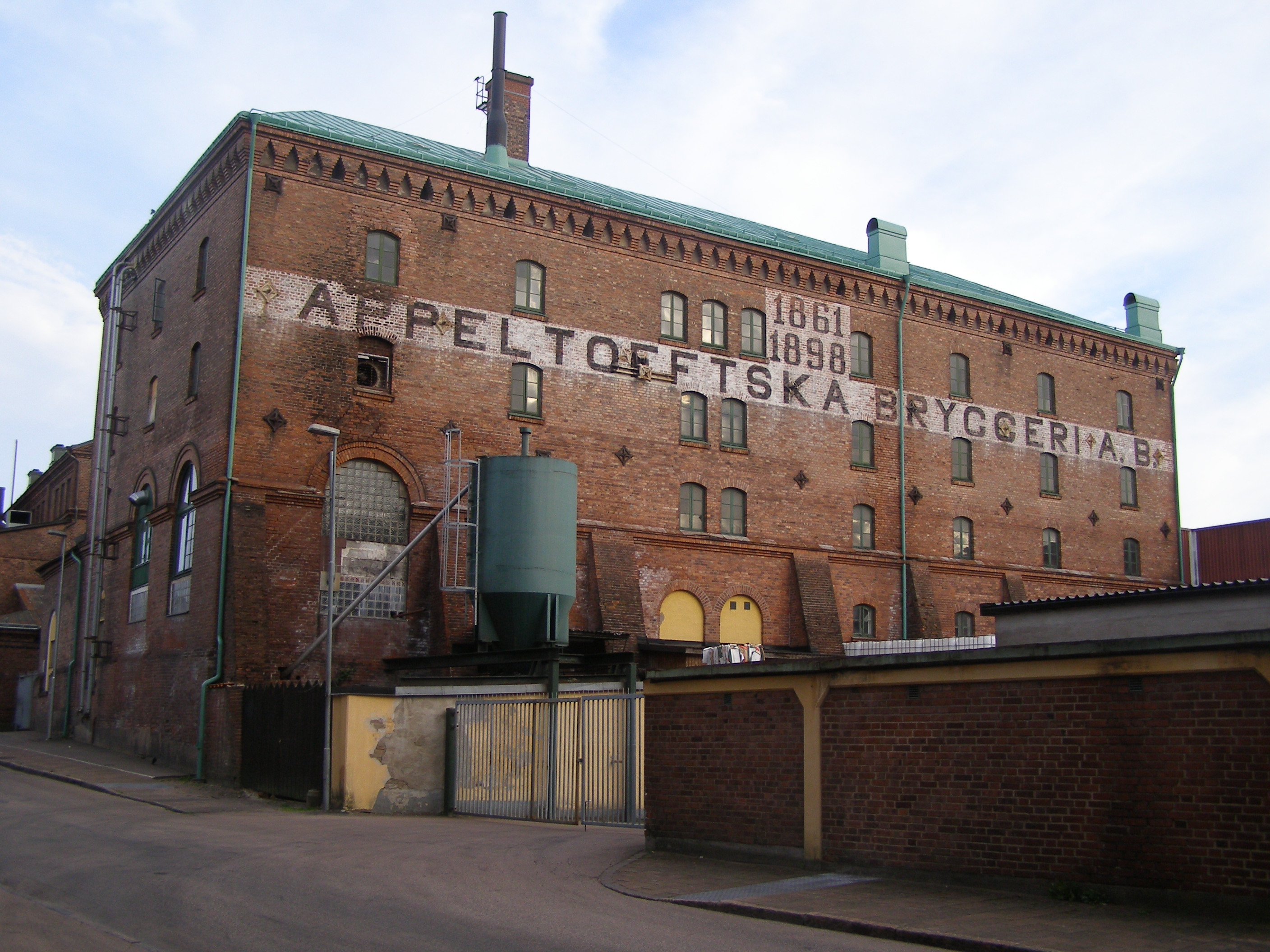
Krönleins bryggeri

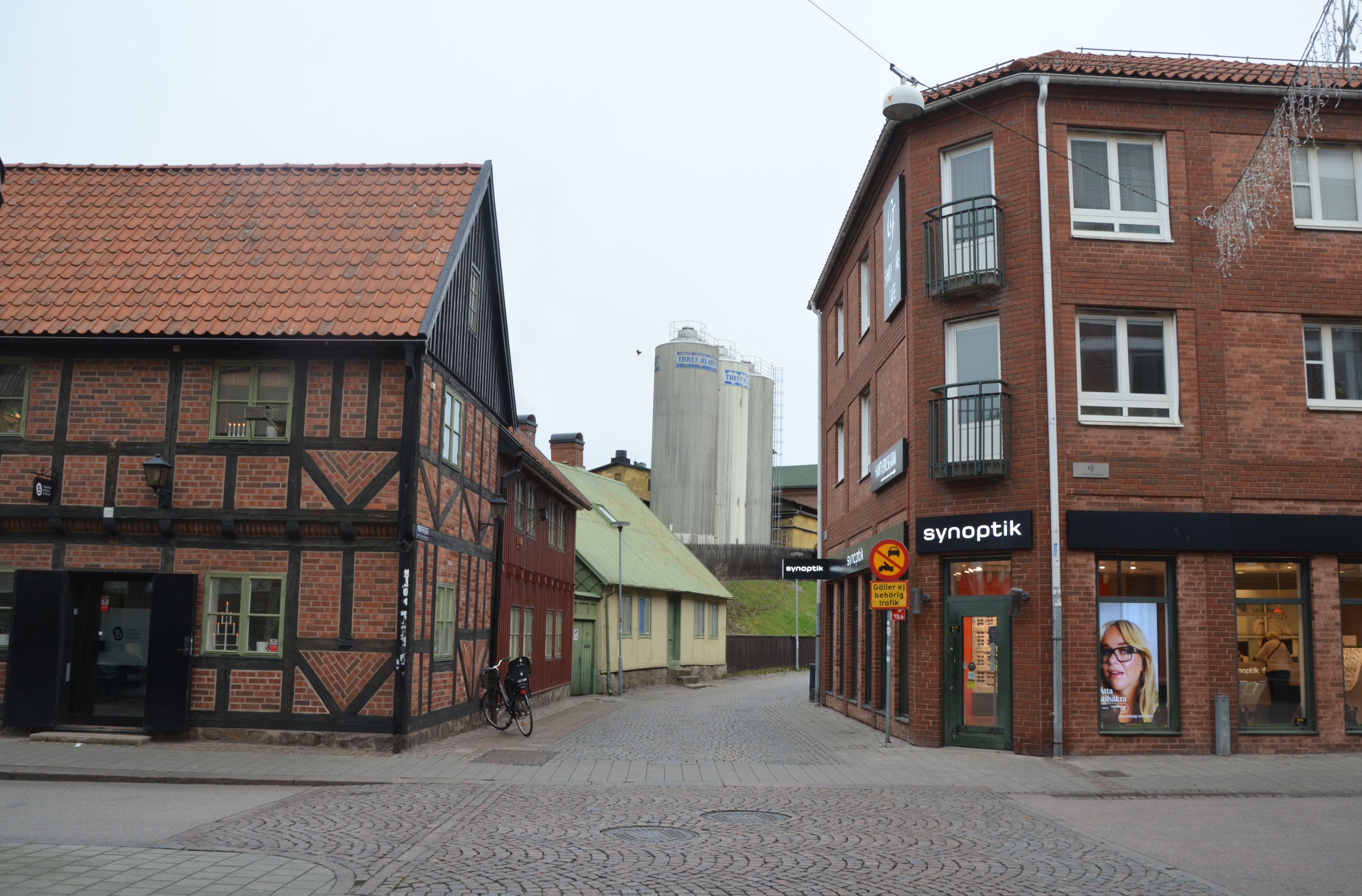
Krönleins bryggeri, ovanpå högverket Västerkatt i Halmstads stadsbefästning, sett från Hantverksgatan

Krönleins Bryggeri AB, till 1996 Appeltofftska Bryggeri AB, är ett bryggeriföretag i Halmstad. 
Det Appeltofftska Bryggeriet grundades 1836 i det gamla hospitalet, eller curhuset, vid Stora Torg i Halmstad, numera huset Tre Hjärtan. Sedan 1920 har företaget varit i familjen Krönleins ägo. Idag har Krönleins cirka 120 anställda och omsätter ca 300 miljoner kronor per år. Företaget säljer extra stark starköl till Systembolaget. Krönleins öl och cider exporteras också till Norge, Schweiz, Frankrike, Grekland och Italien.

## Historik

### Appeltofftska bryggeriet grundas

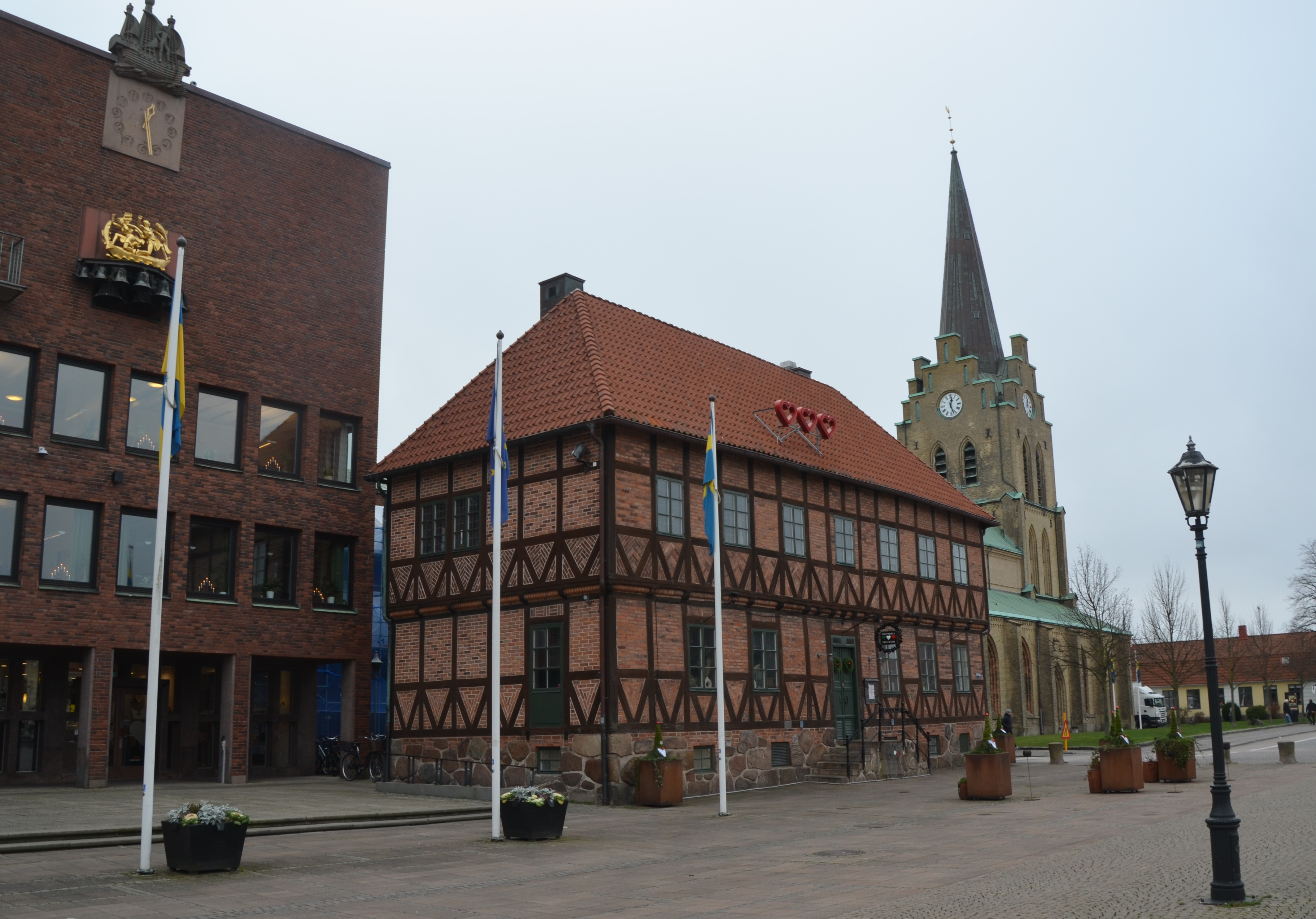
Korsvirkeshuset Tre Hjärtan vid Stora Torg i Halmstad, som A.J. Appeltofft köpte 1836, och som idag inrymmer en restaurang

Bryggeriets kan räkna sin historia från den 15 februari 1836 då grundaren Anders Julius Appeltofft köpte ett korsvirkeshus vid Stora Torg i Halmstad. I byggnaden inrättades kontor och utskänkning, medan själva bryggningen flyttades till en intilliggande byggnad på Hospitalsgatan. Det Appeltofftska bryggeriet bryggde under den första tiden svagdricka och traditionellt  svensköl. Verksamheten var, liksom vid de flesta bryggerier på den tiden, hantverksmässig. 1849 inköptes ny mark ett par hundra meter från Stora Torg där bland annat lagerkällare och mälteri byggdes. Troligen byggdes lagerkällaren med anledning av att man vid denna tidpunkt gått över från svensköl till bayerskt öl, vilket kräver mer lagringsutrymme än det förra.

### Ombildning till aktiebolag
Efter att grundaren Anders Julius Appeltofft avlidit 1851 drevs bryggeriet vidare av dennes änka till 1855 då sonen Per Gustav Appeltofft övertog verksamheten. Appeltofftska Bryggeriet var vid detta laget i behov av kapital varför det ombildades till aktiebolag 1861. 1897 beslutades att bryggeriverksamheten skulle flyttas från Stora Torg till sitt nuvarande läge vid "Vestra Cavalieren" (Västerkatt, nuvarande Bryggerigatan), där en källare i befästningsmuren redan sedan 1849 använts som lagringskällare. Under 1897–1898 uppfördes där nytt brygghus och mälteri, samma byggnader som används än idag. Förutom brygghuset uppfördes jäskällare och kylskeppsvind. År 1905 installerades en eldriven kylmaskin vilket kom att underlätta kylningen av vörten och det jäsande ölet avsevärt. Innan kylmaskinen togs i drift hade man nämligen kylt med hjälp av is utsågad från frusna sjöar.

### Anders Krönlein köper bryggeriet
År 1920 förvärvades aktiemajoriteten i Appeltofftska Bryggeri AB av Anders Krönlein.
Omfattande moderniseringar och investeringar skedde i samband med detta. Exempelvis inköptes nya öppna jäskar av aluminium för att ersätta de gamla av trä. Andra nyheter var automatiska tappningsanläggningar. I början av 1950-talet lyckades Appeltofftska, som första bryggeri i Sverige, att framställa ett starköl av hög kvalitet. Ölet, Tre Hjärtan Export, var i början enbart för export, eftersom det då inte var tillåtet att sälja denna ölstyrka i Sverige. Efter att starkölsförsäljningen släpptes fri i Sverige 1955, blev Tre Hjärtan Export ett av Systembolagets mest sålda starköl.

### Namnbyte till Krönleins
Strukturrationaliseringarna inom bryggindustrin under 1970-talet ledde till att den lokala konkurrenten, Östra Bryggeriet AB, köptes upp av Appeltofftska 1979. Samma år upphörde också den egna malttillverkningen. 1996 bestämde sig ägarfamiljen, Krönlein, för att byta bolagsnamnet från Appeltofftska Bryggeri AB till Krönleins Bryggeri AB.

### Andra bryggerier med liknande namn
- C. Krönlein & Co. i Jönköping
- C. Krönleins bryggeri, Landskrona, 1888.
- John Krönleins bryggeri, Trollhättan, 1887-1963?

## Exempel på produkter
- Three Hearts
- Crocodile
- Kaltenberg